# Пио ди Карпи, Родольфо
Родольфо Пио ди Карпи (итал. Rodolfo Pio di Carpi; 22 февраля 1500, Карпи, сеньория Карпи — 2 мая 1564, Рим, Папская область) — итальянский куриальный кардинал и папский дипломат. Епископ Фаэнцы с 13 ноября 1528 по 10 октября 1544. Апостольский нунций во Франции с 16 июля по 28 ноября 1530 и с 9 января 1535 по 3 апреля 1537. Камерленго Священной Коллегии Кардиналов с 9 января 1542 по 8 января 1543. Апостольский администратор Агридженто с 10 октября 1544 по 2 мая 1564. Вице-декан Священной Коллегии Кардиналов с 29 мая 1555 по 18 мая 1562. Декан Священной Коллегии Кардиналов с 18 мая 1562 по 2 мая 1564. Кардинал-священник с 22 декабря 1536, с титулом церкви Санта-Пуденциана с 23 июля по 28 ноября 1537. Кардинал-священник с титулом церкви Санта-Приска 28 ноября 1537 по 24 сентября 1543. Кардинал-священник с титулом церкви Сан-Клементе с 24 сентября 1543 по 17 октября 1544. Кардинал-священник с титулом церкви Санта-Мария-ин-Трастевере с 17 октября 1544 по 29 ноября 1553. Кардинал-епископ Альбано с 29 ноября по 11 декабря 1553. Кардинал-епископ Фраскати с 11 декабря 1553 по 29 мая 1555. Кардинал-епископ Порто и Санта Руфина с 29 мая 1555 по 18 мая 1562. Кардинал-епископ Остии с 18 мая 1562 по 2 мая 1564.